# Wesley Chapel (Floride)
Wesley Chapel est une localité de Floride située dans le comté de Pasco.

## Démographie
| 2000   | 2010   | - | - | - | - |
| ------ | ------ | - | - | - | - |
| 15 517 | 44 092 | - | - | - | - |